# سم لارشن
سم آندرئاس لارشن (سوئدی: Sam Andreas Larsson؛ زادهٔ ۱۰ آوریل ۱۹۹۳) یک بازیکن فوتبال اهل سوئد است.

## باشگاهی
از باشگاه‌هایی که در آن بازی کرده‌است می‌توان به گوتبورگ، هیرنفین و فاینورد اشاره کرد.

## تیم ملی
وی همچنین در تیم ملی فوتبال سوئد بازی کرده‌است.